# Siro di Pavia
Siro (IV secolo – Pavia, IV secolo) è stato, secondo la tradizione, il primo vescovo di Pavia; è venerato come santo dalla Chiesa cattolica.

## Le leggende agiografiche
La storia di Siro ci è stata tramandata da una fonte agiografica, il manoscritto del XIV secolo De laudibus Papiæ. Secondo questa fonte Siro sarebbe stato il ragazzo che portò le ceste di pani e di pesci che poi Gesù moltiplicò: «Vi è qui un fanciullo con cinque pani d'orzo e due pesci - aveva detto Andrea - che cos'è mai questo per tanta gente?».
Sempre secondo questa tradizione Siro avrebbe poi seguito Pietro a Roma e sarebbe stato da lui inviato nella Pianura Padana a predicare e a convertire quelle popolazioni. Divenne quindi il vescovo di Ticinum, il nome latino di Pavia. Sempre secondo questo scritto egli fu molto presente in tutta la regione predicando in tutte le principali città. Questo ne fa un motivo di vanto per i devoti di Pavia che possono dire che il loro primo vescovo sia anteriore al primo vescovo di Milano, da cui Pavia dipende ecclesiasticamente dal 1803, mentre precedentemente (almeno dalla fine del VII secolo fino, appunto, al 1803) la diocesi pavese non fu parte della provincia ecclesiastica di Milano, ma dipendeva direttamente dalla sede romana.
Tra il 698 e il 699, per volontà del re Cuniperto, si svolse a Pavia, allora capitale del regno longobardo, un sinodo nel palazzo reale, durante il quale, grazie alla mediazione del vescovo Damiano, fu posto fine allo scisma tricapitolino. L'indipendenza della chiesa di Pavia da quella di Milano fu quindi il dono concesso dal papa a Damiano per aver organizzato il ritorno, dopo quasi un secolo e mezzo, dell'intera Italia centro-settentrionale all'ortodossia romana. Non casualmente, pochi anni dopo, fu redatto nei primi decenni dell'VIII secolo un Ymnus sanctorum Syrii et Iventii (Inno dei santi Siro e Invenzio) nel quale viene elaborato il culto di Siro, retrodatando la fondazione della diocesi di Pavia rispetto a Milano. Nella successiva Cronaca di San Siro, prodotta tra la fine dell'VIII secolo e i primi anni del successivo, l'arrivo di Siro in Italia e la creazione della diocesi di Pavia furono addirittura collocati nel I secolo d.C., trasformando così la diocesi pavese nella più antica, insieme a quella di Aquileia, dell'Italia settentrionale. 
Un'altra Vita del santo risalente all'VIII secolo fa risalire il vescovado non a un discepolo di Pietro, ma a Sant'Ermagora, a sua volta discepolo di Marco evangelista e fondatore della diocesi di Aquileia. In tutti questi casi, si trattava sicuramente di ricostruzioni prodotte dalla chiesa pavese per dare prove "storiche" dell'indipendenza della diocesi di Pavia dall'arcidiocesi di Milano e per aumentare il prestigio del vescovo la cui sede fu prima capitale dei longobardi e poi del regno d'Italia.
Storicamente, poiché il terzo vescovo di Pavia, Evenzio (o Invenzio), è accertato tra il 381 e il 397, il primo vescovo dovrebbe essere verosimilmente vissuto nel corso del IV secolo. La corretta cronotassi dei vescovi di Pavia sarebbe stata ricostruita dal canonico Beretta della cattedrale di Pavia, sulla base di un vecchio libretto, consentendo una datazione della vita di san Siro non antecedente al IV secolo.
In merito alla ricostruzione di questa diatriba storica, rileva dire che la famiglia Beretta è radicata nella storia milanese almeno dal XVII secolo.

## Il culto
Inizialmente sepolto nella chiesa dei Santi Gervasio e Protasio di Pavia, dov'è conservato tuttora l'avello che ne costituì la prima sepoltura, il corpo del primo vescovo e patrono della città si trova adesso nella cappella a lui intitolata nel duomo di Pavia, opera del Bramante, dove fu portato intorno all'830 mentre in città risiedeva l'imperatore Lotario. Dal 1969 san Siro non è più annoverato nel calendario universale dei santi della Chiesa cattolica. La festa liturgica ricorre il 9 dicembre. A lui fu probabilmente intitolata la chiesa di San Siro alla Vepra, che diede il nome al quartiere milanese di San Siro e allo stadio Giuseppe Meazza.

## Galleria d'Immagini

### Quadri e affreschi

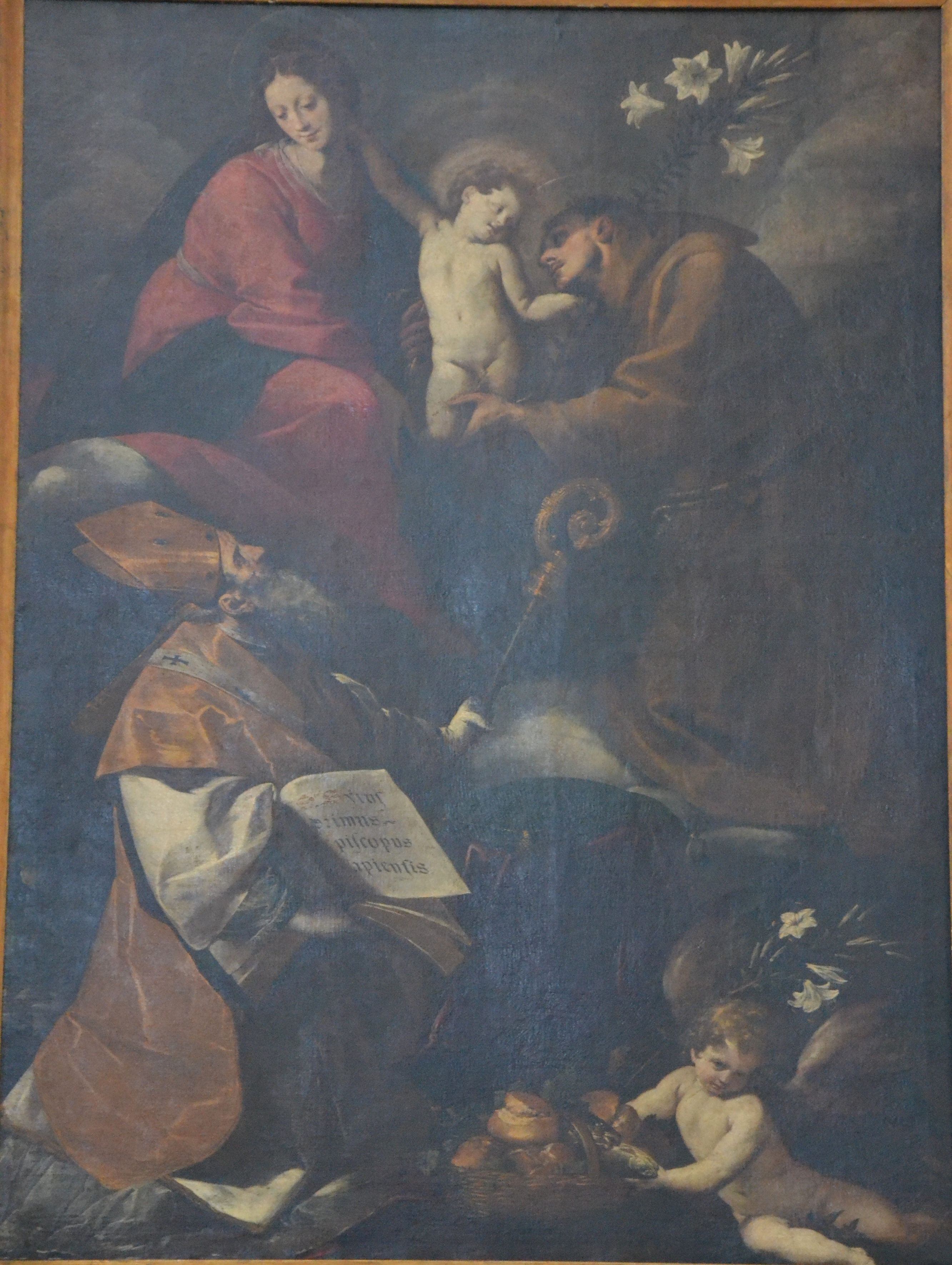
Madonna col Bambino, i santi Siro e Antonio, opera del Cerano, 1610 - 1630 circa, Pavia, Duomo.
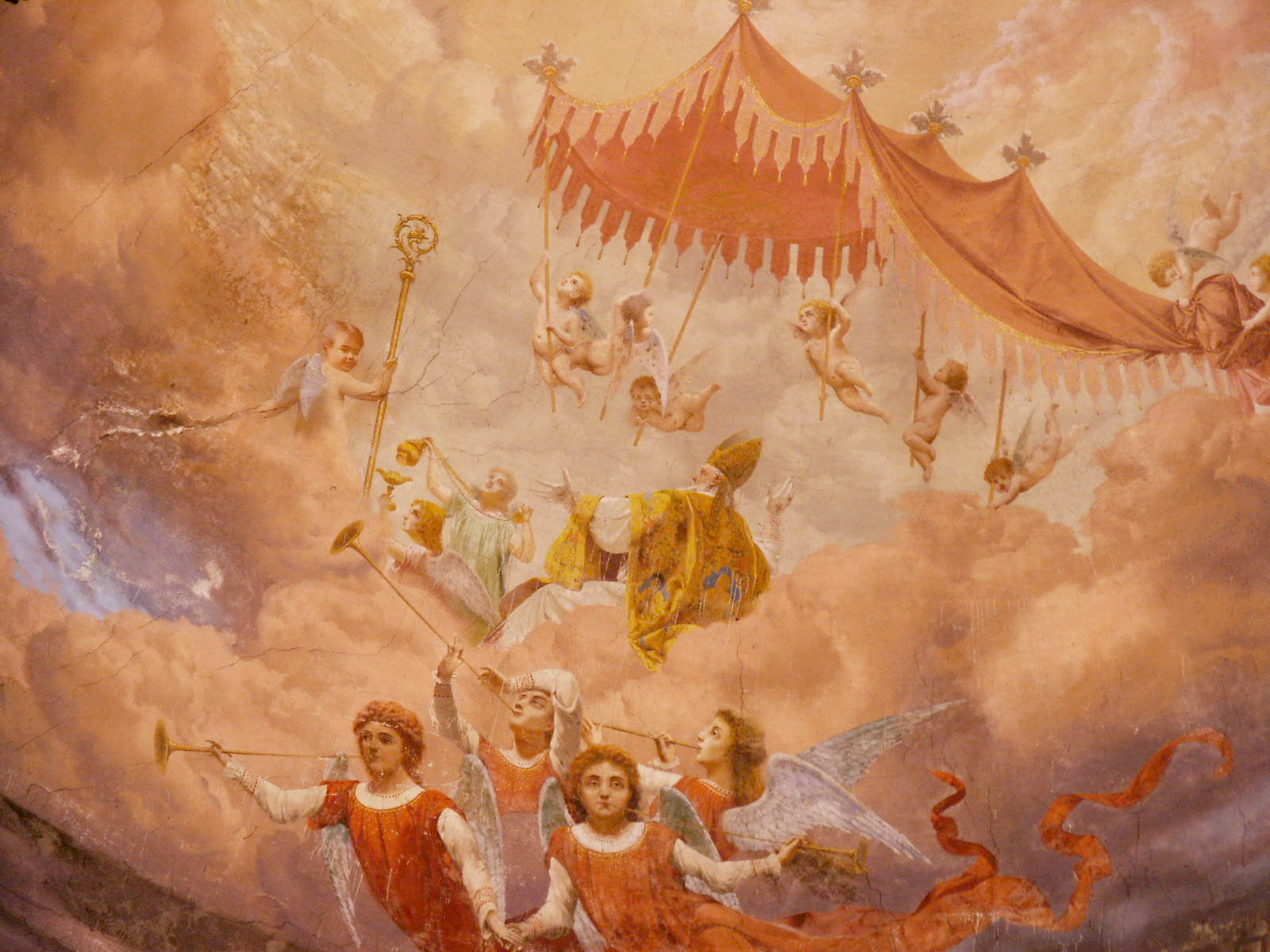
Trionfo di San Siro in paradiso, particolare, affresco della cupola della chiesa Parrocchiale di San Siro in Lomazzo.
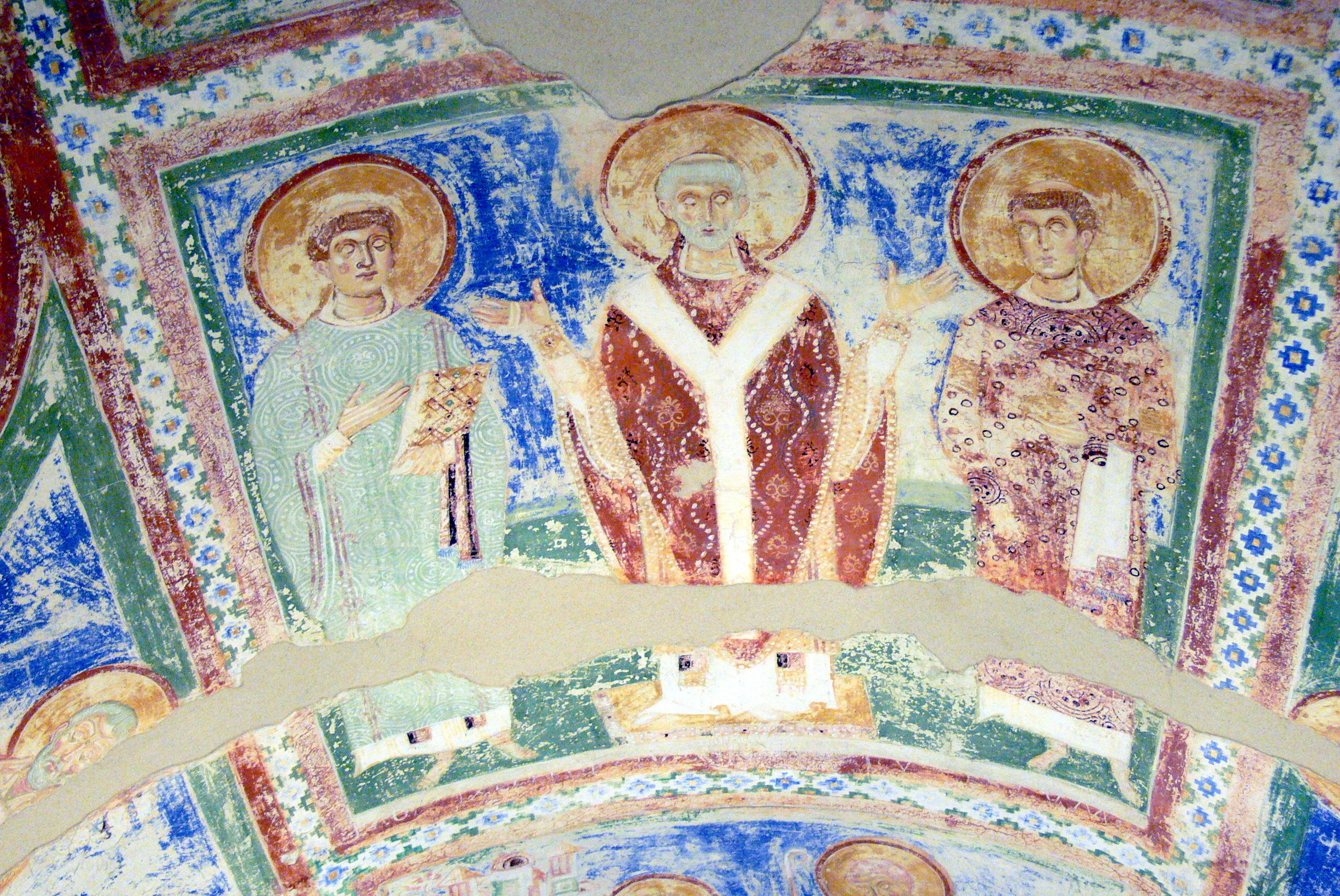
Aquileia, Basilica di Santa Maria Assunta, Sant'Ermagora affiancato dai Santi Fortunato e Siro, XI-XII secolo.
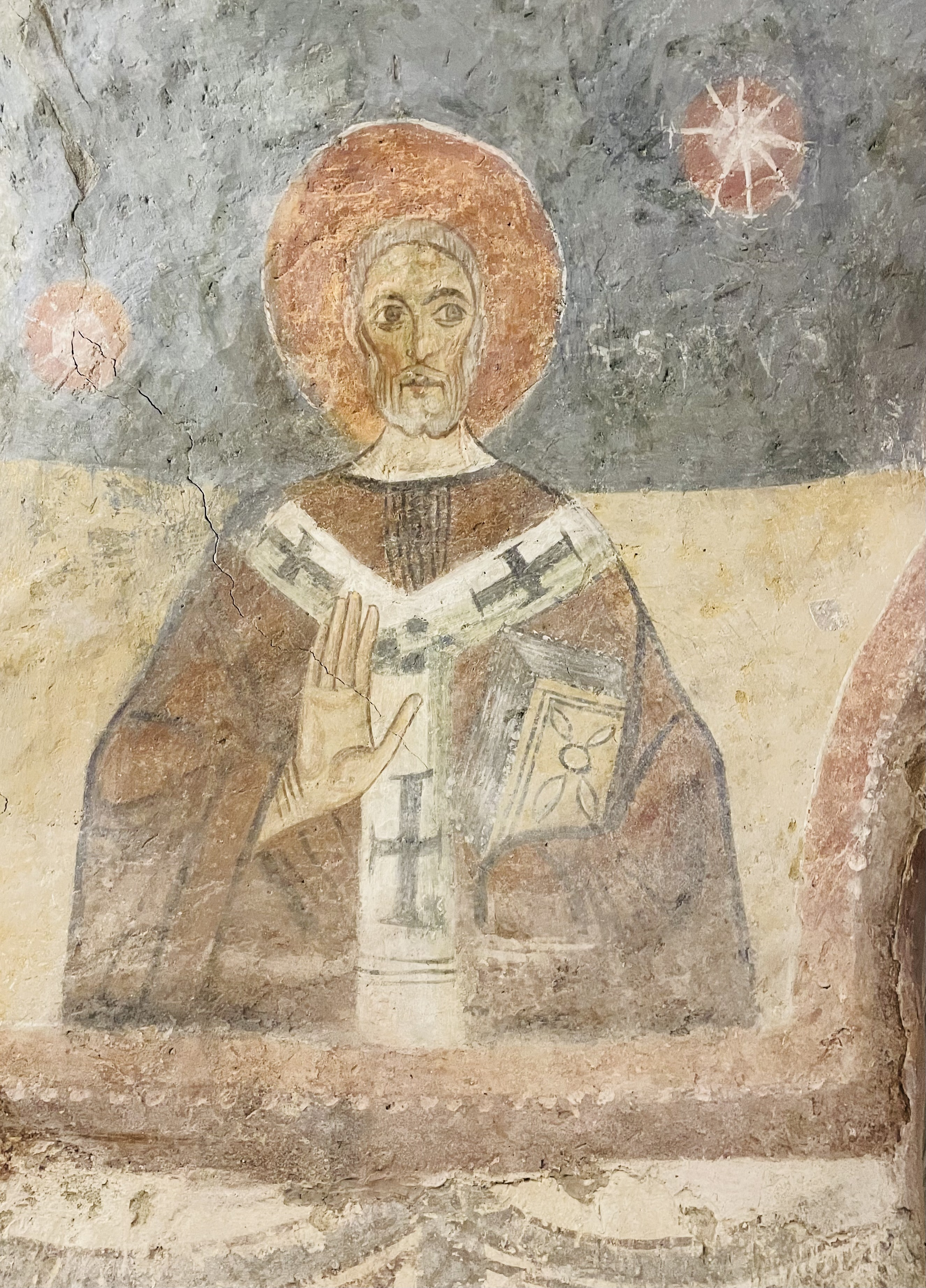
San Siro, Pavia, chiesa di San Giovanni Domnarum, XII secolo

### Sculture

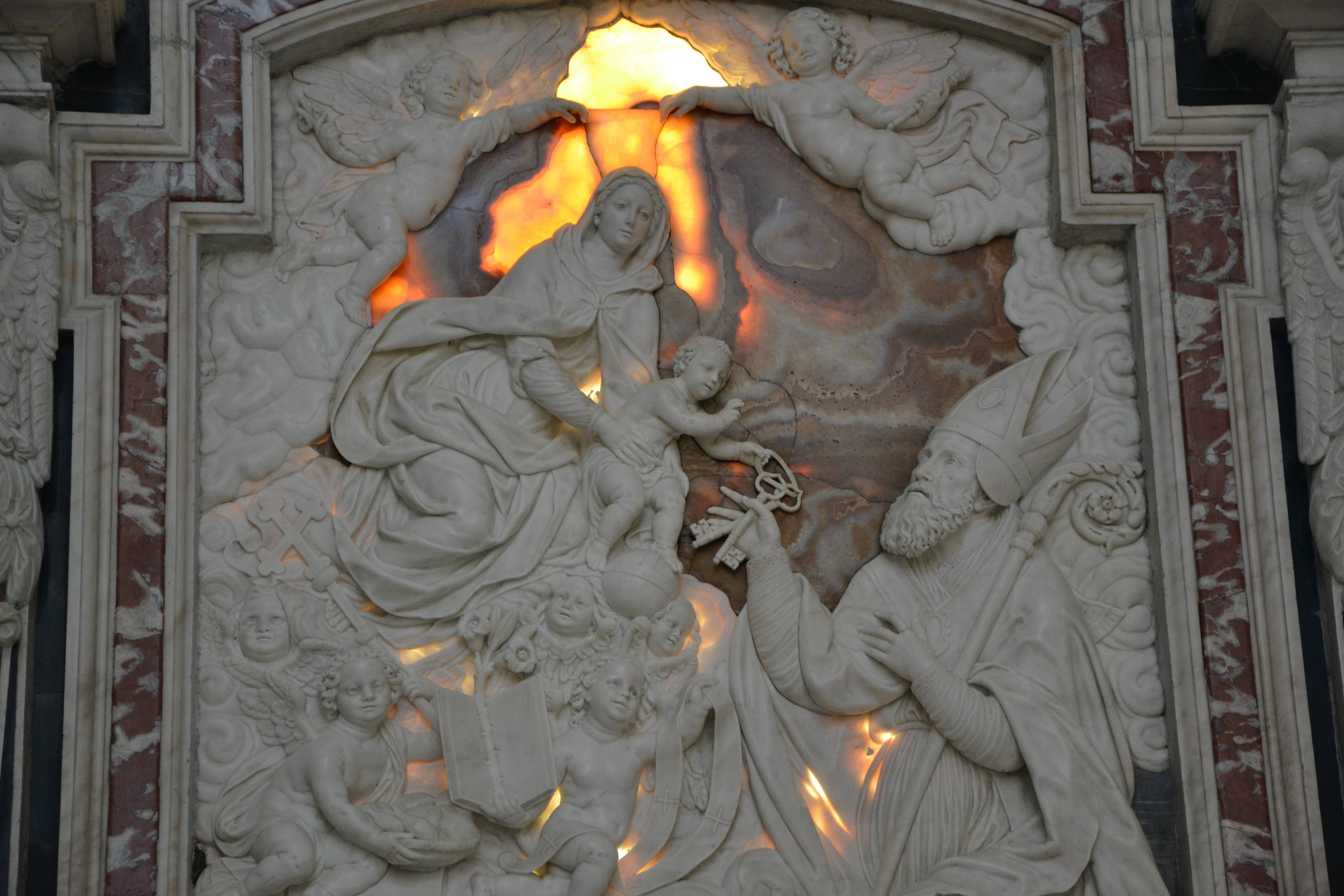
Madonna con Bambino e San Siro, rilievi di Tommaso Orsolino, 1653, Pavia, Cappella di San Siro nel Duomo. Il Bambin Gesù, in braccio alla Vergine, consegna a San Siro le chiavi della Città di Pavia.
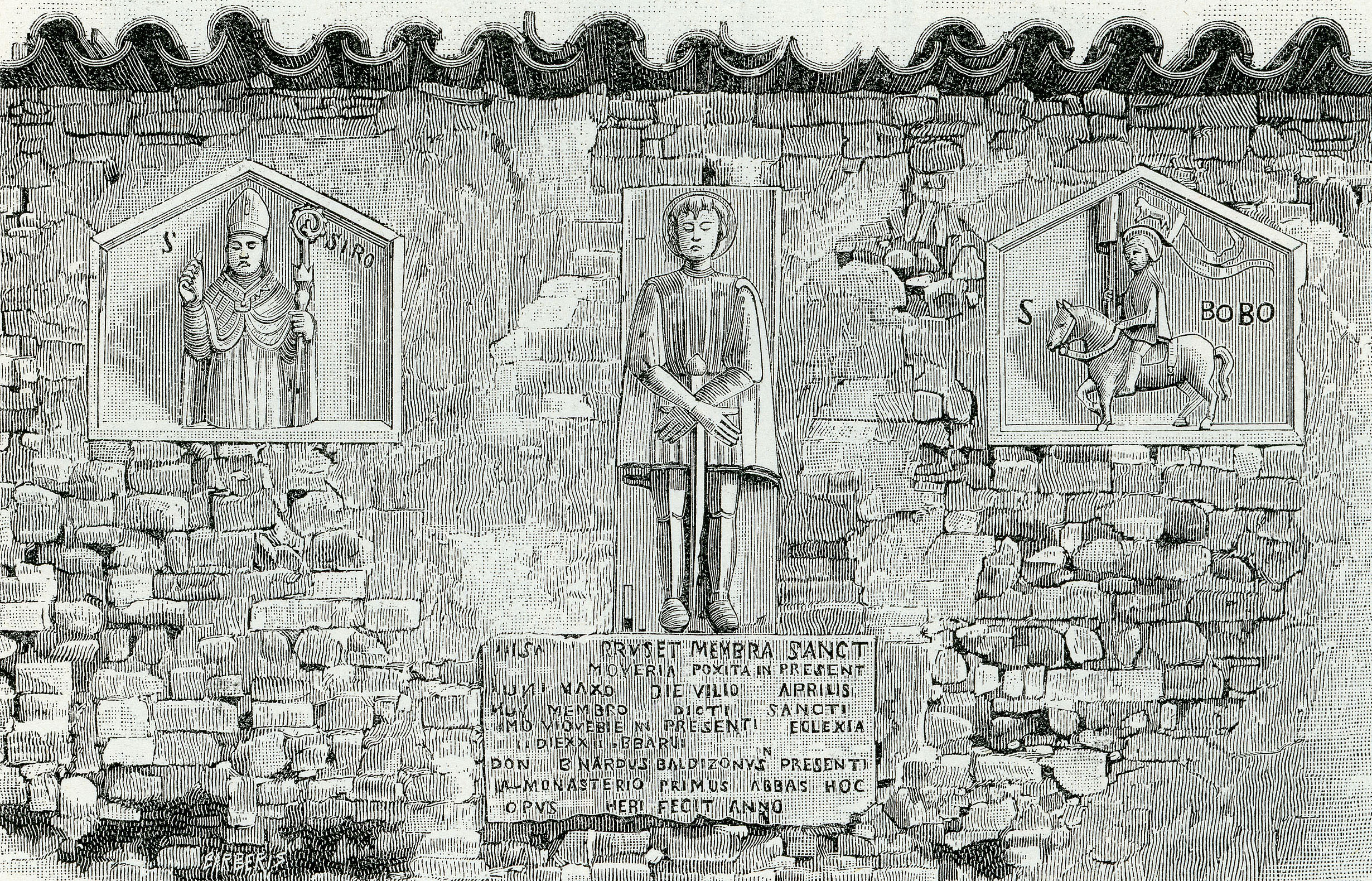
Bassorilievi in pietra rappresentanti San Bovo e San Siro, xilografia di Vincenzo de Barberis, Voghera.
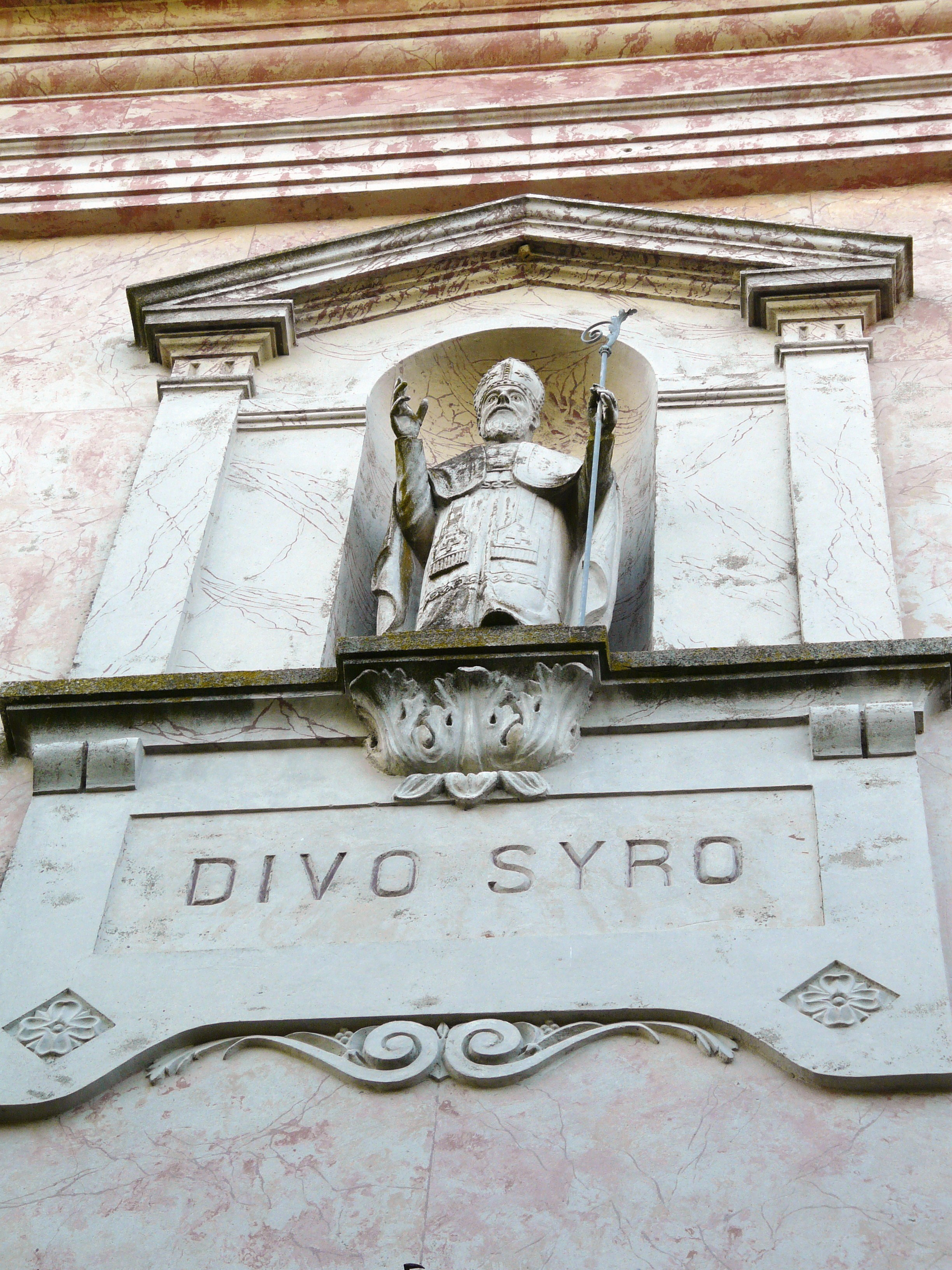
Statua di San Siro sulla facciata della chiesa Parrocchiale di San Siro in Castelletto Monferrato.
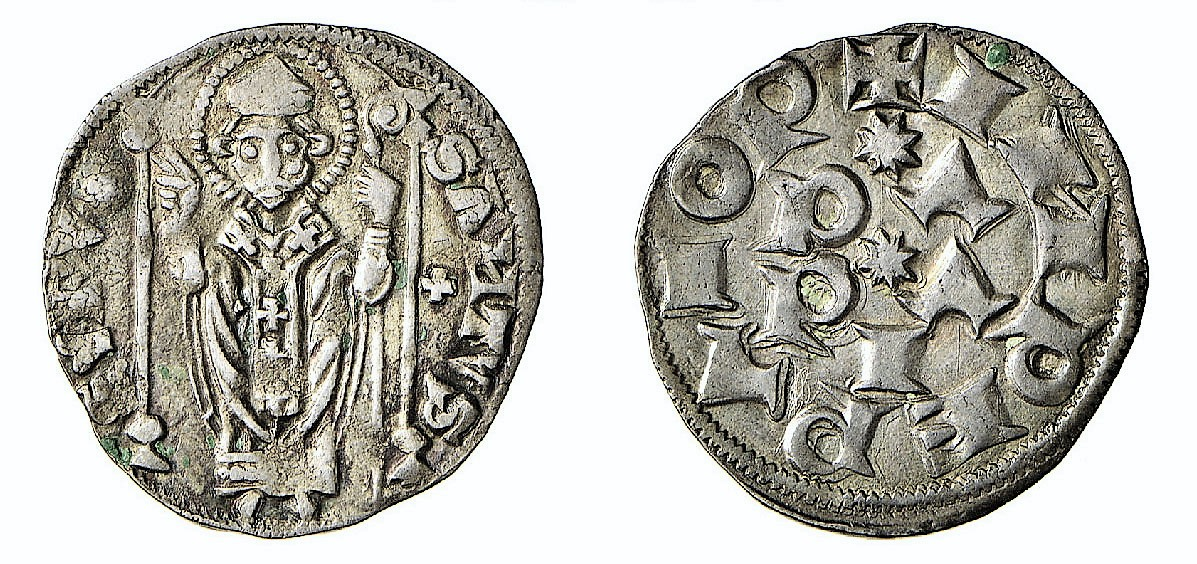
Zecca di Pavia, grosso d'argento raffigurante San Siro, 1299-1359.
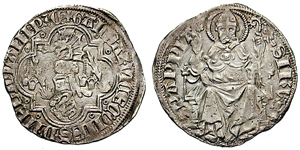
Zecca di Pavia, pegione fatto coniare da Galeazzo II Visconti raffigurante San Siro in trono, 1365-1375.